# Malleastrum mandenense
Malleastrum mandenense är en tvåhjärtbladig växtart som beskrevs av André Leroy. Malleastrum mandenense ingår i släktet Malleastrum och familjen Meliaceae. Inga underarter finns listade i Catalogue of Life.